# Catocala orba
Catocala orba (tên tiếng Anh: Orba Underwing) là một loài bướm đêm thuộc họ Erebidae. Nó được tìm thấy ở Massachusetts phía nam đến Georgia và Florida, phía tây đến Texas, và as far phía bắc as Mississippi.
Sải cánh dài 40–45 mm. Con trưởng thành bay từ tháng 6 đến tháng 8. Có thể có một lứa một năm.
Ấu trùng có thể ăn cây mại châu và walnut.